# Josef Kollmer
Josef Kollmer (* 26. Februar 1901 in Händlern; † 24. Januar 1948 in Krakau) war ein deutscher SS-Obersturmführer im KZ Auschwitz.

## Leben
Kollmer lebte als Landwirt in Pielenhofen. Er trat Anfang Januar 1935 der SS bei (SS-Nummer 267.573). Am 27. Mai 1937 beantragte er die Aufnahme in die NSDAP und wurde rückwirkend zum 1. Mai desselben Jahres aufgenommen (Mitgliedsnummer 4.263.096). Er gehörte der SS-Lagerbesatzung im KZ Auschwitz ab dem 25. Januar 1941 an, wo er u. a. von Mai 1941 bis Dezember 1942 Kompanieführer der 4. Wachkompanie war. Von Oktober 1943 bis Mai 1944 war Kollmer im Arbeitslager Dora eingesetzt. Anschließend folgte seine Rückversetzung ins KZ Auschwitz, wo er zunächst Kompanieführer der 2. SS-Wachkompanie und von August 1944 bis Mitte November 1944 der Wachkompanie Monowitz war. Danach erfolgte seine Versetzung zur 18. SS-Freiwilligen-Panzergrenadier-Division.
Nach Ende des Zweiten Weltkrieges wurde Kollmer im Krakauer Auschwitzprozess vor dem Obersten Nationalen Tribunal Polens am 22. Dezember 1947 zum Tode durch den Strang verurteilt. Laut dem Urteil wirkte er an Erschießungen an der Schwarzen Wand sowie in den Krematorien des KZ Auschwitz-Birkenau mit. Er wurde Ende Januar 1948 hingerichtet.
Mehrere Jahrzehnte lang waren Kollmers Name und Todesdatum auf dem Kriegerdenkmal in Pielenhofen eingraviert. Erst 2022 wurde dieser Eintrag von der Tafel entfernt.